# Salut (Eakins)
Salut est un tableau peint par Thomas Eakins en 1898. Il mesure 126,6 cm de haut sur 101,4 m de large. Il est conservé à la Phillips Academy à Andover.